# 체시날리
체시날리(이탈리아어: Cesinali)는 이탈리아 캄파니아주 아벨리노도의 코무네다.